# 阿尔弗雷德·马特
阿尔弗雷德·马特（德語：Alfred Matt，1948年5月11日—），奥地利男子高山滑雪运动员。他曾代表奥地利参加1968年和1972年冬季奥林匹克运动会高山滑雪比赛，其中1968年冬季奥运会获得一枚铜牌。